# Терминальный режим работы
Терминальный режим работы — организация сетевой работы информационной системы (ИС) посредством размещения всех пользовательских приложений и данных на центральном сервере (серверах), доступ к которым осуществляется с машин-терминалов (см. также рабочая станция, рабочий терминал, «тонкий клиент»), изготовленных в упрощённом исполнении и, как следствие, более дешёвых, занимающих минимум места, бесшумных и практически не требующих обслуживания.
Терминальный режим работы кроме снижения стоимости ИС, программного обеспечения и расходов на обслуживание, позволяет обеспечить более высокий уровень безопасности и простоту масштабирования ИС.
При работе пользователя с сервером терминалов приложение выполняется на сервере, данные также сохраняются на сервере, а по сети передаются только события клавиатуры, мыши или трекбола, веб-камеры и отображения на экране.